# Cot Singgah Mata
Cot Singgah Mata är en kulle i Indonesien.   Den ligger i provinsen Aceh, i den västra delen av landet, 1 800 km nordväst om huvudstaden Jakarta. Toppen på Cot Singgah Mata är 231 meter över havet.
Terrängen runt Cot Singgah Mata är kuperad åt sydväst, men norrut är den platt. Havet är nära Cot Singgah Mata åt nordost. Runt Cot Singgah Mata är det ganska glesbefolkat, med 22 invånare per kvadratkilometer. Närmaste större samhälle är Banda Aceh, 16,4 km sydväst om Cot Singgah Mata. Omgivningarna runt Cot Singgah Mata är en mosaik av jordbruksmark och naturlig växtlighet.